# Les Quatre Petites Filles
Les Quatre Petites Filles est une pièce de théâtre en six actes de Pablo Picasso écrite dans un style surréaliste entre 1947 et 1948 à Juan-les-Pins.

## Historique
Les Quatre Petites Filles est la seconde pièce de Picasso après Le Désir attrapé par la queue qui était marquée par les dures années de l'Occupation. Cette pièce, contrairement à la première, a été plus laborieuse dans l'écriture du peintre dont la capacité créatrice est généralement hors du commun en termes de rapidité. Picasso met plusieurs mois à la compléter et s'attache à utiliser la forme du poème dramatique. Si la publication du Désir s'était faite dans la collection « Métamorphoses », celle des Quatre Petites Filles se fait dans la collection « Blanche » du même éditeur, Gallimard. Picasso ressent alors une réelle fierté à être publié comme un écrivain à part entière alors même qu'il avait gardé cette activité dans un premier temps un peu secrète « comme s'il s'agissait d'une faute » selon les mots de Jaume Sabartés. Picasso déclare ainsi : « au fond je crois que je suis un poète qui a mal tourné » mais ne se prendra jamais pour un réel écrivain tout en se considérant toutefois plus qu'un simple peintre. Cette œuvre est cependant la dernière, Picasso ne publiant plus d'autres textes purement littéraires par la suite mais seulement des articles ou des interviews.

## Personnages et livret
Cette pièce, écrite dans un style largement fantastique, présente les réflexions et divagations de quatre petites filles, non nommées mais numérotées de I à IV, sur la vie, l'amour, et la mort au milieu d'un potager.

## Éditions
- Pablo Picasso, Les Quatre Petites Filles, éditions Gallimard, 1968  (ISBN 2-07-027279-6); 1999  (ISBN 9782070755493).